# Helga Haase
Pour les articles homonymes, voir Haase.
Helga Haase, née le 9 juin 1934 à Dantzig et morte le 16 juin 1989 à Berlin, est un patineuse de vitesse allemande.
Elle remporte aux Jeux olympiques d'hiver de 1960 à Squaw Valley une médaille d'or sur 500 mètres et une médaille d'argent sur 1 000 mètres ; Helga Haase termine huitième sur 1 500 mètres. Aux Jeux olympiques d'hiver de 1964 à Innsbruck, elle se classe huitième de l'épreuve du 500 mètres, quatrième du 10 000 mètres et cinquième du 10 000 mètres.